# Zaleskie (województwo pomorskie)
Zaleskie (kaszb. Żelesczé, niem. Saleske) – wieś w Polsce położona w województwie pomorskim, w powiecie słupskim, w gminie Ustka. Leży przy drodze wojewódzkiej nr 203. 
Wieś stanowi sołectwo Zaleskie w którego skład wchodzi również miejscowość Zabłocie.
W latach 1975–1998 miejscowość należała administracyjnie do województwa słupskiego.

## Nazwa
Nazwa ma genezę słowiańską i jest poświadczona po raz pierwszy w 1517. Ma charakter topograficzny i jest substantywizacją przymiotnika żeleskie „związane z miejscowością Żelazo” (być może Żelazo w gminie Smołdzino). Współczesna nazwa Zaleskie jest resubstytucją nazwy niemieckiej Saleske – samej w sobie będącej adaptacją pierwotnej nazwy słowiańskiej – z adideacją do wyrażenia przyimkowego za lasem.
Rada Języka Kaszubskiego proponuje kaszubską formę nazwy Zalesczé.

## Zabytki
We wsi znajdują się następujące obiekty zabytkowe wpisane do rejestru państwowego:
- barokowy dwór murowany z XVIII wieku, rozbudowany w XIX w poprzez dodanie neogotyckiego skrzydła o schodkowych szczytach[9];
- barokowy kościółek z 1754 z frontową wieżyczką z oryginalnym, również barokowym wyposażeniem, filia parafii Matki Bożej Częstochowskiej w Duninowie[10]. Wieża tego kościółka była pokazywana na mapach morskich jako znak nawigacyjny jeszcze w XIX/XX w.
- budynek bramny w zagrodzie nr 11, 1809

Obiektem o znaczeniu historycznym jest:
- przedwojenny budynek szkoły, obecnie Szkoła Podstawowa im. por. Witolda Dzięgielewskiego.[11]

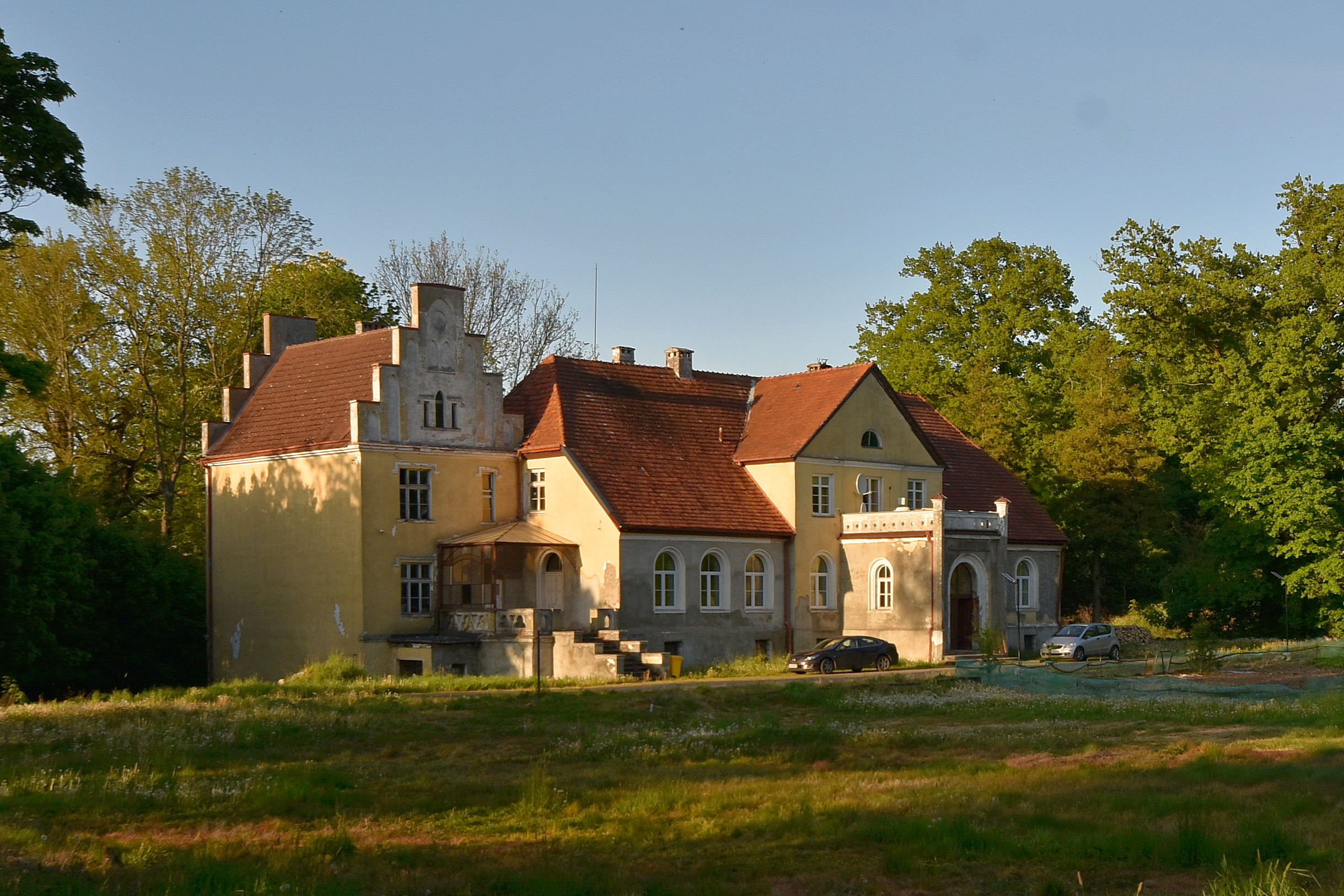
Dwór rodziny von Below
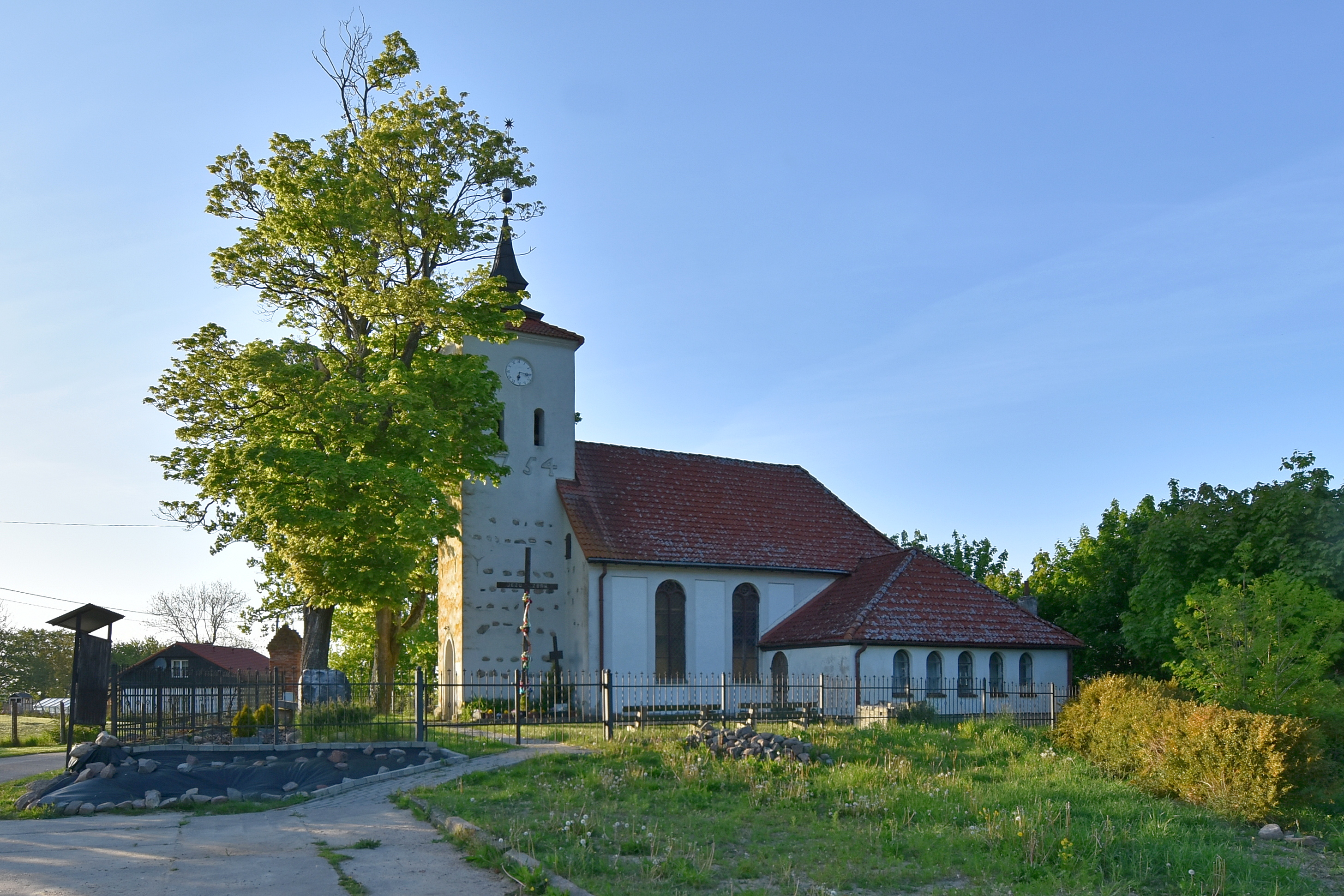
Kościół filialny
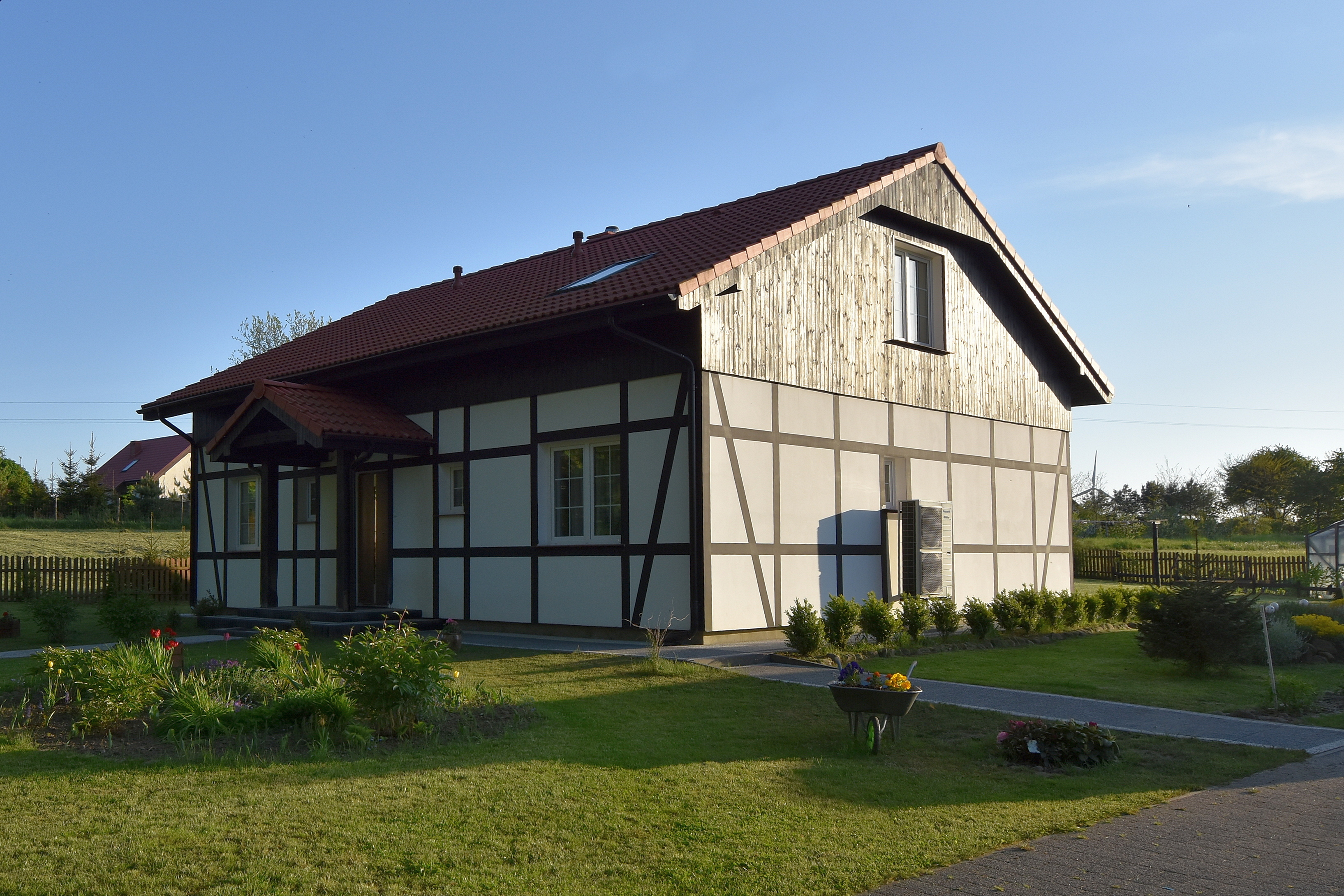